# Советский фонд мира
Советский фонд мира (СФМ) — до 1992 года советская общественная, распоряжавшаяся крупными финансовыми средствами, после — миротворческая благотворительная неправительственная организация. В 1992—2020 годах называлась Международная ассоциация фондов мира. Штаб-квартира расположена в Москве. Имеет консультативный статус при ЭСС ООН. Сайт организации https://sovpeacefound.ru/

## История
СФМ создан 27 апреля 1961 года.
Учредителями фонда стали
- Советский комитет защиты мира,
- Комитет молодёжных организаций СССР,
- Комитет советских женщин,
- Союз советских обществ дружбы и культурных связей с зарубежными странами.

В Москве 18 марта 1992 года на основе Советского фонда мира образована Международная ассоциация фондов мира.
Её учредили 18 марта 1992 года на добровольных началах фонды мира
- Азербайджана,
- Армении,
- Белоруссии,
- Грузии,
- Казахстана (Совет Мира и Согласия Республики Казахстан),
- Киргизии,
- России,
- Узбекистана,
- Украины,
- Таджикистана,
- Туркменистана.

## Председатели
- Борис Полевой (1961—1981)
- Анатолий Карпов (1982—1992)
- c 1992 Анатолий Карпов — председатель Международной ассоциации Фондов мира.